# Palermo (Huila)
Palermo é um município da Colômbia, localizado no departamento de Huila.